# The White Feather (film 1914)
The White Feather è un cortometraggio muto del 1914 diretto da Maurice Elvey.

## Produzione
Il film fu prodotto dalla British & Colonial Kinematograph Company.

## Distribuzione
Distribuito dalla Davison Film Sales Agency (DFSA), uscì nelle sale cinematografiche britanniche nel novembre 1914.